# Lista rezervațiilor naturale din județul Vrancea
Lista rezervațiilor naturale din județul Vrancea cuprinde ariile protejate de interes național (rezervații naturale), aflate pe teritoriul administrativ al județului Vrancea, declarate prin Legea Nr. 5 din 6 martie 2000 (privind aprobarea Planului de amenajare a teritoriului național - Secțiunea a III-a - arii protejate).

## Lista ariilor protejate
| Denumirea ariei protejate           | Cod       | Localizare       | Categorie IUCN | Tip                          | Suprafață (ha) | Observații (foto)   |
| ----------------------------------- | --------- | ---------------- | -------------- | ---------------------------- | -------------- | ------------------- |
| Cascada Mișina                      | RONPA0835 | Nistorești       | IV             | mixt                         | 183,50         |                     |
| Cascada Putnei                      | RONPA0841 | Lepșa            | IV             | geologic și peisagistic      | 10             | Cascada Putnei      |
| Căldările Zăbalei - Zârna Mică      | RONPA0827 | Nereju           | IV             | mixt                         | 350            |                     |
| Focul Viu de la Andreiașu de Jos    | RONPA0828 | Andreiașu de Jos | III            | mixt                         | 12             | monument al naturii |
| Groapa cu Pini                      | RONPA0836 | Tulnici          | IV             | paleontologic și peisagistic | 11,10          |                     |
| Lacul Negru - Cheile Nărujei I      | RONPA0830 | Nistorești       | IV             | faunistic și floristic       | 20             |                     |
| Lunca Siretului                     | RONPA0844 | Focșani          | IV             | mixt                         | 388,40         |                     |
| Muntele Goru                        | RONPA0829 | Năruja           | IV             | mixt                         | 388,10         |                     |
| Pădurea Reghiu - Scruntaru          | RONPA0837 | Reghiu           | IV             | faunistic și forestier       | 95,70          |                     |
| Pădurea Lepșa - Zboina              | RONPA0833 | Lepșa            | IV             | floristic și forestier       | 210,70         |                     |
| Pădurea Schitu - Dălhăuți           | RONPA0834 | Cârligele        | IV             | forestier                    | 188,20         |                     |
| Pădurea Verdele - Cheile Nărujei II | RONPA0831 | Nistorești       | IV             | mixt                         | 250            |                     |
| Pădurea Cenaru                      | RONPA0832 | Andreiașu de Jos | IV             | mixt                         | 383,20         |                     |
| Pârâul Bozu                         | RONPA0842 | Prisaca          | IV             | paleontologic                | 5              |                     |
| Poiana Muntioru                     | RONPA0925 | Vintileasca      | IV             | floristic                    | 22             | HG 2151/2004        |
| Pădurea Merișor - Cotul Zătuanului  | RONPA0950 | Vânători         | IV             | mixt                         | 469            | HG 1143/2007        |
| Râpa Roșie - Dealul Morii           | RONPA0838 | Tulnici          | IV             | geomorfologic                | 49,60          |                     |
| Rezervația Algheanu                 | RONPA0840 | Vrâncioaia       | IV             | geologic și peisagistic      | 10             |                     |
| Strâmtura - Coza                    | RONPA0839 | Tulnici          | IV             | geomorfologic și peisagistic | 15             |                     |
| Valea Tișiței                       | RONPA0843 | Tulnici          | IV             | geologic și forestier        | 307            |                     |